# Serruria glomerata
Serruria glomerata är en tvåhjärtbladig växtart som först beskrevs av Carl von Linné, och fick sitt nu gällande namn av Robert Brown. Serruria glomerata ingår i släktet Serruria och familjen Proteaceae. Inga underarter finns listade i Catalogue of Life.